# Intent to Kill
Intent to Kill (en español, Intención de matar) es una película británica de 1958 de los géneros policíaco, drama y thriller dirigida por Jack Cardiff y protagonizada por Richard Todd, Betsy Drake, Herbert Lom y Warren Stevens.
Con un metraje de 88 minutos, se rodó en blanco y negro y CinemaScope y se basa en la novela homónima de Brian Moore, quien la publicó en 1957 bajo el seudónimo "Michael Bryan".  
Se rodó en locaciones de Montreal, Canadá, con actores estadounidenses y europeos. 
En su afiche publicitario, se leía el eslogan: "¡Si la operación no lo mataba... sus balas lo harían!" 

## Reparto
- Richard Todd: Dr. Bob McLaurin
- Betsy Drake: Dra. Nancy Ferguson
- Herbert Lom: Juan Menda
- Warren Stevens: Finch
- Paul Carpenter: O'Brien
- Alexander Knox: Dr. McNeil
- Lisa Gastoni: Carla Menda
- Carlo Giustini: Francisco Flores
- Peter Arne: Kral
- Katie Boyle: Margaret McLaurin
- John Crawford: Boyd
- Jackie Collins: Carol Freeman
- Kay Callard: Sally Gordon